# Monticola brevipes
Monticola brevipes là một loài chim trong họ Muscicapidae.